# Ernst Cloos
Ernst Cloos (Saarbrücken, 17 de maio de 1898 – Baltimore, 24 de maio de 1974) foi um geólogo teuto-estadunidense.
Irmão de Hans Cloos.

## Obras
- com Anna Hietanen Geology of the Martic overthrust and the Glenarm Series in Pennsylvania and Maryland, Geological Society of America Special Publ., Band 35, 1941
- Oolithe deformation of the South Mountain Fold, Maryland, Geolog. Society of America Bulletin, Band 58, 1947, S. 843-917 (Deformation von Oolithen durch tektonische Spannungen bei der Formung der Appalachen)
- Experimental analysis of gulf coast fracture patterns, American Association of Petroleum Geologists Bulletin, Band 52, 1968, S. 420 (erhielt den Preis des Präsidenten der American Assoc. of Petroleum Geologists)